# Syndrome douloureux régional complexe
 Mise en garde médicale
Le syndrome douloureux régional complexe (SDRC) est un état pathologique caractérisé par un syndrome associant des douleurs et d'autres symptômes touchant typiquement une extrémité après un traumatisme ou une intervention chirurgicale même minime. Ce syndrome pourrait être dû à des causes neurologiques, notamment une dysfonction des fibres de petit calibre des nerfs périphériques - qui protègent des stimulations douloureuses et thermiques et/ou de grand calibre qui détectent les stimulations tactiles.

## Classification et synonymes
Cette maladie comporte deux sous-types: SDRC-I (dystrophie sympathique réflexe) et SDRC-II (causalgie) selon respectivement l'absence ou l'existence d'une atteinte nerveuse. On trouve plusieurs noms pour la décrire :
- syndrome de Sudeck-Leriche ou maladie de Sudeck (1866-1945) qui le premier l'a décrite[4] ;
- algodystrophie ou algoneurodystrophie ;
- causalgie, décrite par Weir Mitchell en 1872 (traduction française en 1874) dans le cadre de certaines lésions nerveuses périphériques (correspond au sous-type II) ;
- syndrome épaule-main ;
- ostéoporose douloureuse post-traumatique ;
- dystrophie sympathique réflexe (correspond au sous-type I).

## Définition
Le syndrome douloureux régional complexe est un diagnostic d'élimination. Les signes cliniques et les résultats des examens complémentaires ne sont pas spécifiques. Seul un diagnostic différentiel comportant un faisceau d'arguments permet de conclure. Une scintigraphie est souvent la meilleure manière de déceler cette pathologie.
L’évolution est spontanément favorable dans 90 % des cas, mais peut être prolongée (12 à 24 mois). Plus rarement (5 à 10 % des cas), l’évolution est plus lente avec persistance des douleurs pendant plusieurs années, associée à des troubles trophiques et des rétractions aponévrotiques. Le syndrome douloureux régional complexe se rencontre à tout âge chez l’adulte avec une prédominance féminine (trois femmes pour un homme). Le syndrome douloureux régional complexe peut entraîner certaines formes de raideur articulaire.
Le syndrome douloureux régional complexe est possible chez l’enfant et l’adolescent,, mais reste exceptionnel.
Le syndrome douloureux régional complexe est caractérisé par :
- douleur entraînant une impotence ;
- troubles trophiques avec des troubles vasomoteurs (œdème, modification de température et d'aspect de la peau) ;
- déminéralisation épiphysaire retardée aux examens radiologiques ;
- une migration fréquente vers d'autres localisations ;
- une évolution lentement régressive, et le plus souvent sans séquelle ;
- peut revenir des années plus tard au même endroit ou ailleurs.

Depuis 1999, le syndrome douloureux régional complexe (SDRC, Complex Regional Pain Syndrome, CRPS) est un syndrome douloureux très précisément défini. Certaines algodystrophies sont des SDRC, d'autres pas.
Dans le cas du SDRC de type I avec dystonie, l'hyperacousie a été mesuré avec une prévalence de 38 % dans une étude récente. Cette hypersensibilité aux bruits est probablement une sensibilisation des voies auditives centrales. Elle se traduit par une intolérance aux bruits forts accompagnée de douleurs (otalgie).

## Traitements

### Traitement hormonal
La calcitonine, une hormone, semblait avoir démontré une certaine efficacité. Cependant, depuis avril 2005 celle-ci a perdu l'autorisation de mise sur le marché en France dans cette indication et il n'existe plus de thérapeutique spécifique.
Le syndrome douloureux régional complexe est souvent mal diagnostiqué, une scintigraphie osseuse donne la possibilité de diagnostiquer la maladie.
Prise très tôt (souvent rare) la silice donne de bons résultats, éviter les blocs et autres thérapies douloureuses et souvent inutiles[réf. nécessaire].
Sans la calcitonine, les rhumatologues n'ont plus aucune autre molécule à prescrire. Ils continuent couramment à la donner, puisqu'elle semble faire effet dans environ un cas sur trois. Elle est prescrite pour « prévention de la décalcification lors de l'immobilisation prolongée », une indication pour laquelle l'AMM est maintenue, ce qui revient finalement au même puisque l'algodystrophie entraîne une immobilisation.
La calcitonine doit être stoppée au bout de 15 jours en cas d'intolérance ou d'absence d'effet, car lorsqu'elle fonctionne, elle fait effet très rapidement.
En cas d'échec de la calcitonine, restent disponibles les bisphosphonates, eux non plus sans AMM dans le syndrome douloureux régional complexe, mais fréquemment utilisés.

### Accompagnement des douleurs
Le traitement symptomatique, quant à lui, peut comprendre :
- les médicaments antidouleurs (paracétamol, isolément sans grande efficacité, voire jusqu'à la morphine) ;
- la calcitonine au stade précoce ;
- les corticoïdes au stade précoce ;
- les bisphosphonates ;
- les médicaments antiépileptiques (Lyrica ou Neurontin par exemple) ;
- la kinésithérapie douce, de 40 à 80 séances[réf. souhaitée], les bains écossais[12],[13] et les techniques de traitement par imagerie mentale et miroir[3], ;
- la chiropratique dans quelques cas[14],[15] ;
- l'ergothérapie ;
- la stimulation médullaire ;
- le cannabidiol (CBD), malgré des preuves de très faible qualité[16].

### Expérimentations et méta-analyses
L'administration de biphosphonates en phase précoce, et de calcitonine durant une courte période en phase chronique, permet la prise en charge efficace du syndrome douloureux. À long terme, seuls les bisphosphonates, les analogues au NMDA et les vasodilatateurs montrent une action antalgique.
Administrer de la vitamine C diminuerait l'incidence de syndrome douloureux régional complexe d'environ 8 points (passant de 10,1 % dans le groupe contrôle à 2,4 % dans le groupe traité).
La vitamine C prise quotidiennement à une dose minimale de 500 mg pourrait diminuer le risque d'apparition de syndrome douloureux régional complexe dans les fractures du poignet,,,.

## Recherche
Les techniques d'investigation du syndrome douloureux régional complexe sont limitées. Les chercheurs américains du NINDS (National Institute of Neurological Disorders and Stroke) étudient la possibilité d'utiliser, chez les patients atteints, la microneurographie, une technique permettant d'enregistrer et de mesurer directement l'activité neurale des fibres nerveuses par lesquelles se propagent les influx nociceptifs.